# Fonds régional d'art contemporain d'Aquitaine
Le Frac Nouvelle-Aquitaine MÉCA est le Fonds régional d'art contemporain de la région Aquitaine. Il a été fondé en 1982.

## Présentation
Le Frac Nouvelle-Aquitaine MÉCA, qui a un statut d'association loi de 1901, conserve plus de 1 600 œuvres. On y trouve notamment des œuvres photographiques (Diane Arbus, Henri Cartier-Bresson, Raymond Depardon, Walker Evans, Robert Frank, Christian Boltanski, Gilbert et George, Jean Le Gac, Annette Messager, Cindy Sherman, Thomas Ruff, etc.), mais aussi de tous autres médias (de Jeff Koons, Roman Opałka, Claude Closky, Mohamed Thara, Katharina Fritsch, Sylvie Auvray, etc.). 
De 2005 à 2019, le Frac Nouvelle-Aquitaine MÉCA était installé au Hangar G2, situé au bassin à flot, une zone portuaire dans le quartier de Bacalan, à Bordeaux. Depuis, il a emménagé à la MÉCA en mai 2019.
Le Frac Nouvelle-Aquitaine MÉCA est membre de Platform, regroupement des fonds régionaux d’art contemporain et structures assimilées.

## Fonctionnement

### Gouvernance

#### Présidents
- Jacques Rigaud (2000- juin 2006)
- Françoise Cartron (intérim juillet 2006 à juin 2007)
- Bernard de Montferrand (depuis juillet 2007)

#### Directeurs
- Luce Bort (de 1983 à 1993)
- Philippe Bouthier (administrateur de 1993 à 1994)
- Hervé Legros (de 1995 à 2006)
- Claire Jacquet (de 2007 à juin 2024)
- Elfi Turpin (depuis juillet 2024)

### Financement
Le Frac Nouvelle-Aquitaine MÉCA est financé par le conseil régional de Nouvelle-Aquitaine et l’État (ministère de la Culture et de la Communication, direction régionale des Affaires culturelles), avec le soutien de la ville de Bordeaux.